# 주족
주족(周族) 또는 주부족(周部族)은 고대 중국의 부족 집단으로, 중국 학계에서는 황제부족의 후예로 간주한다. 오늘날의 섬서성에서 활동하였으며, 지도층의 성씨는 희씨이다. 주족은 한때 상나라의 제후였는데, 후에 상나라를 공격하여 주나라를 세웠으며, 이들은 훗날 한족의 조상 중 하나가 되었다.